# Georg Geilfus
Georg Geilfus (* 24. Januar 1815 in Lampertheim; † 18. Februar 1891 in Winterthur) war ein deutsch-schweizerischer Revolutionär und Lehrer.

## Leben
Georg Geilfus besuchte das Gymnasium in Worms und Darmstadt. 1833 begann er an der Universität Gießen das Studium der Architektur und wurde Mitglied der Burschenschaft und des Corps Palatia Gießen. 1835 flüchtete er wegen verbotener politischer Tätigkeit von Gießen nach Straßburg und kam ein Jahr später in die Schweiz, wo er sich als Lehrer niederließ. Von 1837 bis 1848 war er Sekundarlehrer in Turbenthal. Von 1848 bis 1876 fungierte er als Lehrer für Geschichte und Geographie an den Winterthurer Höheren Stadtschulen. Von 1856 bis 1868 war er letzter Rektor des gesamten Schulwesens Winterthurs. Von 1874 bis 1884 war Geilfus Präsident der Aufsichtskommission des Technikums Winterthur. Bildungspolitisch engagierte er sich für den Ausbau der Höheren Schulen Winterthurs zu vollwertigen Gymnasien. Er war der Autor verschiedener Schriften zur Schweizer und Winterthurer Geschichte.

## Auszeichnungen
- Ehrendoktorwürde (Dr. phil. h. c.) der Universität Zürich, 1872

## Schriften
- Helvetia – Vaterländische Sage und Geschichte. 1852–1859 (in drei Bänden)
- Über die Einflüsse des Clima’s und des Bodens auf die Culturverhältnisse der Völker. 1856
- Der Stadtrechtsbrief, welchen der Graf Rudolf von Habsburg im Jahre 1264 denen von Winterthur ertheilte. 1864
- Joachim von Watt, genannt Vadianus, als geographischer Schriftsteller. 1865
- Historisches Bilderbuch für die schweizerische Jugend. 1870
- Zur Entstehungsgeschichte des Eidgenössischen Bundes – Drei Vorträge. 1872
- Der schweizerische Bildungsfreund. 1879
- Das Tössthal. 1885